# Galerie d'Apollon
Galerie d'Apollon (tj. Apollónova galerie) je galerie v paláci Louvre nad letním apartmánem královny Anny Rakouské. Galerie umožňuje propojení Králova pavilonu s Velkou galerií. Nachází se v křídle Denon jako místnost č. 705. Galerie je představitelem francouzského klasicismu.

## Stavební vývoj
V roce 1566 zahájil Karel IX. stavební práce v přízemí Malé galerie, kolmo k Seině, která měla sloužit jako výchozí bod pro budoucí Velkou galerii na nábřeží, spojující Louvre s Tuileries podél Seiny. Budoucí Galerie d'Apollon byla tehdy pouze terasou apartmánů Karla IX. Během stavby Velké galerie v letech 1595-1610, za Jindřicha IV. získala Malá galerie patro - Galerii králů (Galerie des Rois), s portréty francouzských králů a královen, budoucí Galerie Apollo.
Dne 6. února 1661 došlo v Malé galerii k požáru při přípravě scény pro balet. Patro a její výzdoba byly zničeny.
Po požáru bylo nutné tuto část Louvru, silně poškozenou, přestavět. Architektonické práce byly svěřeny Louisovi Le Vau, který je provedl v letech 1661-1663, zatímco Charles Le Brun byl pověřen Colbertem výzdobou. Jde o první královskou galerii určenou pro Ludvíka XIV., která po dvaceti letech poslouží jako vzor pro zrcadlový sál ve Versailles.
V roce 1679, kdy Ludvík XIV. přesídlil z Louvru do Versailles, byla výstavba zastavena.
Když se v roce 1692 Královská akademie malířství a sochařství usídlila v Louvru, byly obnoveny stavební práce.
V roce 1848 byla obnova galerie svěřena architektu Félixu Dubanovi. Úspěšně pracoval na obnovení oslabené struktury, zejména na straně Seiny. Duban také posílil slabá nebo poškozená místa ve valené klenbě.
Inaugurace se konala 5. června 1851.
V letech 2002-2004 galerii restaurovalo více než 50 restaurátorů. Obnova se měla co nejvíce přiblížit stavu z 19. století po rekonstrukci Félixe Dubana, považovaného za nejúplnější stav.

## Využití galerie
V galerii Apollo se nachází část korunovačních klenotů, sbírka váz z tvrdých a drahých kamenů a sbírka tabatěrek. Tyto předměty spadají pod Oddělení uměleckých děl muzea.